# Get Your Heart On!
Albums de Simple Plan
Simple Plan
(2008) Get Your Heart On - The Second Coming!
(2013)
Singles
1. Can't Keep My Hands off You
Sortie : 31 mars 2011
2. Jet Lag
Sortie : 25 avril 2011
3. Astronaut
Sortie : 19 septembre 2011
4. Summer Paradise
Sortie : 28 février 2012

Get Your Heart On! est le quatrième album du groupe québécois Simple Plan, sorti le 20 juin 2011 en France et le 21 juin 2011 dans le reste du monde. Plusieurs artistes ont été appelés à collaborer sur cet album, comme Rivers Cuomo du groupe Weezer, Alex Gaskarth (All Time Low) ou encore Natasha Bedingfield sur le titre Jet Lag dont une version a été enregistrée en français avec l'aide de la chanteuse québécoise Marie-Mai.

## Liste des chansons
Toutes les paroles sont écrites par Pierre Bouvier et Chuck Comeau, excepté où indiqué, toute la musique est composée par Simple Plan.
| No  | Titre                                                                | Durée |
| --- | -------------------------------------------------------------------- | ----- |
| 1.  | You Suck at Love                                                     | 3:11  |
| 2.  | Can't Keep My Hands Off You (avec. Rivers Cuomo)                     | 3:21  |
| 3.  | Jet Lag (avec. Natasha Bedingfield Version française avec Marie-Mai) | 3:25  |
| 4.  | Astronaut                                                            | 3:40  |
| 5.  | Loser of the Year                                                    | 3:26  |
| 6.  | Anywhere Else But Here                                               | 3:43  |
| 7.  | Freaking Me Out (avec. Alex Gaskarth of All Time Low)                | 3:04  |
| 8.  | Summer Paradise (avec. K'Naan)                                       | 3:55  |
| 9.  | Gone Too Soon                                                        | 3:15  |
| 10. | Last One Standing                                                    | 3:27  |
| 11. | This Song Saved My Life                                              | 3:18  |

Chansons Bonus (Édition deluxe d'iTunes)
| No  | Titre | Durée |
| --- | --- | ----- |
| 12. | Jet Lag ((avec. Marie-Mai) Notez que cette version de la chanson sera aussi disponible sur les éditions régulières de l'album sur les territoires francophones) | 3:23  |
| 13. | Never Should Have Let You Go | 4:24  |
| 14. | Loser of The Year (Version Acoustique) | 3:51  |
| 15. | Can't Keep My Hands Off You (avec Rivers Cuomo (video)) |       |
| 16. | Jet Lag (avec Natasha Bedingfield (video)) |       |

## Certifications
| Pays   | Association  | Certification | Ventes/Équivalences |
| ------ | ------------ | ------------- | ------------------- |
| Canada | Music Canada | or            | 40 000              |